# Quintiliano Rodrigues da Rocha Franco
Quintiliano Rodrigues da Rocha Franco, segundo barão de Santa Luzia (São Paulo, 5 de março de 1778 — Santa Luzia, 26 de junho de 1854), foi um político brasileiro.

## Biografia
Filho do droguista, boticário e comerciante José Anastácio da Rocha Franco, natural de Santa Luzia, comarca do Rio das Velhas.
Casou-se com Maria Alexandrina de Almeida Franco, viúva de Manuel Ribeiro Viana, 1.º barão de Santa Luzia. 
Juntos, hospedaram o imperador Dom Pedro II, padrinho de batismo de sua esposa, que relatou em seu diário:
"Fiquei em excelente casa que foi dos barões de Santa Luzia e agora pertence à filha do segundo barão casa com o deputado Frederico de Almeida. Recebeu-me o tio desembargador aposentado Antônio Roberto de Almeida sua mulher e família."
Foi eleito deputado provincial na 1.ª Legislatura, em 1838, mas recusou-se a assumir o cargo. Era Capitão de Ordenanças.